# Yascha Mounk
Yascha Mounk, né 6 octobre 1982 à Munich, est un politologue allemand, naturalisé américain.

## Biographie

### Jeunesse et études
Yascha Mounk est né en 1982 à Munich. À l'âge de 13 ans, il adhère au SPD, le parti socialiste allemand. En 2005, Mounk part étudier aux États-Unis, à l'université Harvard, où il obtient un doctorat en science politique.

### Parcours professionnel
Journaliste indépendant, il écrit notamment pour The New York Times, The Wall Street Journal, Foreign Affairs, Slate et Die Zeit. Il entretient également un podcast, The Good Fight.
Il est directeur exécutif de l'équipe Renewing the Centre au Tony Blair Institute for Global Change, chercheur post-doctoral et chargé de cours à l'Université Harvard à Boston.
À partir de 2021, il enseigne à Sciences Po, l'Institut d'études politiques de Paris.

## Positions politiques
Il quitte le SPD allemand en 2015 par une lettre ouverte à l'ex-président du SPD Sigmar Gabriel. Il dénonce l'attitude austéritaire des institutions allemandes, leur indifférence envers les réfugiés et la passivité des leaders du SPD au cours de la crise de Crimée de 2014, ainsi que lors de la crise grecque, considérant qu'il s'agit d'une trahison de leurs idéaux sociaux-libéraux originels,.
En tant que directeur exécutif de l'équipe « Renewing the Centre » au Tony Blair Institute for Global Change, Yascha Mounk défend un renouveau du social-libéralisme politique à même de contrer ce qu'il perçoit comme le danger du « populisme ». Dans une interview donnée au Süddeutsche Zeitung, il déclare en février 2018 que sa position a changé face au nationalisme. Il voit cela comme une relique du passé, qu'il faut surmonter par un « nationalisme inclusif », car sinon, ce terrain peut être occupé par un nationalisme agressif. Il estime que les peuples et les nations devraient de nouveau avoir le sentiment de retrouver le contrôle de leur vie sociale, économique et de leur destin politique, et que ce désir est légitime et non honteux.
Il expose le conflit qui oppose désormais les valeurs démocratiques et le libéralisme dans Le Peuple contre la démocratie. Il identifie d'une part des démocraties populistes qui comme en Hongrie ne sont plus libérales, et d'autre part un libéralisme antidémocratique qu'incarnent les élites technocratiques européennes. Il considère que l'État-nation doit utiliser sa ressource principale, historiquement définitive — le territoire — pour dompter le capitalisme. Il réfute une forme de pensée républicaine qui distingue le nationalisme dangereux, car porteur de dédain des autres nations, du patriotisme porteur de solidarité au sein de la nation. Il pense que les deux appartiennent au même phénomène et qu'il faut se battre pour domestiquer le nationalisme et en faire un nationalisme inclusif qui affirme que tous ceux qui vivent de manière continuelle sur le territoire doivent être inclus dans la nation.

## Ouvrages

### En anglais
- (en) Stranger in my Own Country : A Jewish Family in Modern Germany, Farrar, Straus and Giroux, 2014, 272 p. (ISBN 978-0-374-53553-7)
- (en) The Age of Responsibility : Luck, Choice, and the Welfare State, Cambridge (Mass.), Harvard University Press, 2017, 288 p. (ISBN 978-0-674-54546-5)
- (en) The People vs. Democracy : Why Our Freedom is in Danger and How to Save It, Cambridge (Mass.), Harvard University Press, 2018, 393 p. (ISBN 978-0-674-97682-5, lire en ligne)
- (en) The Great Experiment : Why Diverse Democracies Fall Apart and How They Can Endure, Penguin Press, 2022, 368 p. (ISBN 978-0-593-29683-7)
- (en) The Identity Trap : A Story of Ideas and Power in Our Time, Penguin Press, 2023, 416 p. (ISBN 978-0-593-49318-2)

### En français
- Le Peuple contre la démocratie [« The People vs. Democracy: Why Our Freedom is in Danger and How to Save It »] (trad. de l'anglais par Jean-Marie Souzeau), Paris, éd. de l'Observatoire, 2018, 528 p. (ISBN 979-1-032-90453-4)
- La Grande Expérience : les démocraties à l'épreuve de la diversité [« The Great Experiment: Why Diverse Democracies Fall Apart and How They Can Endure »] (trad. de l'anglais par Benjamin Peylet), Paris, éd. de l'Observatoire, 2022, 432 p. (ISBN 979-1-032-91645-2)[12]
- Le Piège de l'identité : comment une idée progressiste est devenue une idéologie mortifère [« The Identity Trap: A Story of Ideas and Power in Our Time »] (trad. de l'anglais par Benjamin Peylet), Paris, éd. de l'Observatoire, 2023, 560 p. (ISBN 979-1-032-92718-2)

### Recueils d'articles
- Sur Slate.com
- Sur Die Zeit